# Каделбоско ди Сопра
Каделбоско ди Сопра (итал. Cadelbosco di Sopra) је насеље у Италији у округу Ређо Емилија, региону Емилија-Ромања.
Према процени из 2011. у насељу је живело 6162 становника. Насеље се налази на надморској висини од 34 м.

## Становништво
| 1951. | 1961. | 1971. | 1981. | 1991. | 2001. | 2011. |
| ----- | ----- | ----- | ----- | ----- | ----- | ----- |
| 7.766 | 6.723 | 6.276 | 6.733 | 6.861 | 7.867 | 30    |